# 米哈爾·特拉夫尼克
米哈爾·特拉夫尼克（1994年5月17日—）是一位捷克足球運動員。在場上的位置是防守型中場。他現在效力於捷克足球甲級聯賽球隊斯洛瓦茨科足球俱樂部。他也代表捷克U21國家足球隊參賽。